# Горличка панамська
Горличка панамська (Leptotila battyi) — вид голубоподібних птахів родини голубових (Columbidae). Ендемік Панами.

## Опис
Довжина птаха становить 23,5-25,5 см, вага 170 г. Лоб сіруватий, тім'я і потилиця сірі, задня частина шиї коричнювато-сірі. Обличчя і горло рудувато-сірі. Груди мають рожевуватий відтінок, живіт і гузка сірі. Верхня частина тіла каштаново-коричнева, центральні стернові пера каштаново-коричневі, крайні стернові пера чорнувато-бурі з коричнювато-білими кінчиками. Очі жовті або зеленувато-жовті, навколо очей плями голої червоної шкіри. Дзьоб чорний, лапи червоні або рожевувато-червоні. У самиць спина і груди більш тьмяні. У молодих птахів верхня частина голови, шия і верхня частина тіла коричневі. Представники підвиду L. b. malae вирізняють темно-коричневим забарвленням, голова і груди у них блідо-сірі.

## Підвиди
Виділяють два підвиди:
- L. b. malae Griscom, 1927 — півострів Асуеро, острів Себако[en];
- L. b. battyi Rothschild, 1901 — острів Коїба.

## Поширення і екологія
Панамські горлички живуть у вологих рівнинних тропічних лісах і на болотах. Зустрічаються поодинці або парами. Живляться насінням, плодами і комахами, яких шукають в лісовій підстилці. Сезон розмноження триває з березня по травень.

## Збереження
МСОП класифікує цей вид як вразливий. За оцінками дослідників, популяція панамських горличок становить від 50 до 90 тисяч птахів. Їм загрожує знищення природного середовища.